# Bezirksamt Stadtamhof
| Basisdaten         | Basisdaten          |
| ------------------ | ------------------- |
| Regierungsbezirk   | Oberpfalz           |
| Verwaltungssitz    | Stadtamhof          |
| Fläche             | 471 km² (1925)      |
| Einwohner          | 30.622 (1925)       |
| Bevölkerungsdichte | 65 Einw./km² (1925) |

Das Bezirksamt Stadtamhof war von 1862 bis 1929 ein Verwaltungsbezirk in der Oberpfalz in Bayern. Die bayerischen Bezirksämter waren in ihrer Funktion und Größe vergleichbar mit einem Landkreis.

## Geschichte
Um 1250 kam Stadtamhof unter die Oberhoheit der Wittelsbacher und war seit dieser Zeit Gerichtsort, meist in Konkurrenz zu Regensburg, das bis 1803 als Reichsstadt und 1803 bis 1810 als Fürstentum Regensburg von Bayern unabhängig war. Das Bezirksamt Stadtamhof wurde im Rahmen der bayerischen Verwaltungsreform von 1862 aus den Landgerichtsbezirken Stadtamhof und Regenstauf gebildet. Der Sitz des Bezirksamts war im ehemaligen Augustiner-Chorherrenstift in der Stadt Stadtamhof, das später Standort der Hochschule für Kirchenmusik wurde.
Zum 1. Januar 1880 übernahm das Bezirksamt Stadtamhof die Gemeinden Eichhofen, Etterzhausen, Haugenried, Nittendorf und Schönhofen vom aufgelösten Bezirksamt Hemau.
Am 1. Januar 1904 wurde die Gemeinde Karthaus-Prüll an die Stadt Regensburg abgetreten. Am 1. April 1924 folgten die Stadt Stadtamhof sowie die Gemeinden Reinhausen, Sallern, Schwabelweis, Steinweg, Weichs und Winzer. Dadurch reduzierte sich die Einwohnerzahl des Bezirksamts Stadtamhof um ca. ein Drittel. Stadtamhof blieb Sitz des Bezirksamts.
Am 1. Oktober 1929 wurde das Bezirksamt Stadtamhof schließlich aufgelöst und in das Bezirksamt Regensburg eingegliedert.

### Bezirksamtmänner
Zwischen 1862 und 1928 amtierten folgende Bezirksamtmänner:
- 1862–1872: Clemens Sperl
- 1872–1876: Gg. Wilhelm Fischer
- 1876–1894: Robert Schmid
- 1894–1898: Ernst Freiherr Grießenbeck von Grießenbach
- 1898–1902: Franz Braunwart
- 1902–1912: Rudolf Müller
- 1912–1919: Friedrich Morg
- 1919–1920: Hans Reiner
- 1921–1928: Ignaz Poschenrieder

## Einwohnerentwicklung
| Jahr      | 1864   | 1880   | 1890   | 1900   | 1910   | 1925   |
| --------- | ------ | ------ | ------ | ------ | ------ | ------ |
| Einwohner | 29.626 | 38.717 | 39.191 | 41.406 | 46.736 | 30.622 |

## Gemeinden
Zum Zeitpunkt seiner Auflösung am 1. Oktober 1929 umfasste das Bezirksamt Stadtamhof 60 Gemeinden:
| - Bernhardswald - Bubach am Forst - Buchenlohe - Burgweinting - Dechbetten - Diesenbach - Donaustauf, Markt - Eichhofen - Eilsbrunn - Eitlbrunn - Etterzhausen - Grafenwinn - Graß - Graßlfing - Großberg | - Großprüfening - Grünthal - Hackenberg - Hainsacker - Harting - Haugenried - Hauzendorf - Hauzenstein - Heilinghausen - Heitzenhofen - Hirschling - Hohengebraching - Kareth - Karlstein - Kleinprüfening | - Kneiting - Kürn - Loch - Matting - Neudorf - Nittendorf - Oberhinkofen - Oberisling - Obertraubling - Oppersdorf - Pentling - Pettendorf - Pettenreuth - Pielenhofen - Poign | - Ponholz - Ramspau - Regendorf - Regenstauf - Schönhofen - Schönleiten - Schneitweg - Sinzing - Steinsberg - Tegernheim - Viehhausen - Wenzenbach - Wolfsegg - Zeitlarn - Ziegetsdorf |

1904 war die Gemeinde Karthaus-Prüll an die Stadt Regensburg abgetreten worden, 1924 folgten die Stadt Stadtamhof sowie die Gemeinden Reinhausen, Sallern, Schwabelweis, Steinweg, Weichs und Winzer. Die Gemeinde Wenzenbach hieß bis 1924 Schönberg. Die Gemeinde Lambertsneukirchen wurde 1926 nach Hackenberg eingemeindet.